# Stig Carlson-priset
Stig Carlson-priset var ett litteraturpris på som mest 25 000 svenska kronor (1985 var prissumman 10 000) som mellan 1955 och 2005 delades ut av FIB:s Lyrikklubb (utgivare av tidskriften Lyrikvännen) till "förtjänta poeter". Fram till Stig Carlsons död 1971 omtalades priset som "Lyrikklubbens stipendium" och som jury fungerade det s.k. Lyrikrådet.

## Pristagare
- 1955 – Werner Aspenström
- 1956 – Tomas Tranströmer
- 1957 – Stig Sjödin
- 1958 – Majken Johansson
- 1959 – Östen Sjöstrand
- 1960 – Olle Svensson
- 1961 – Ingemar Leckius
- 1962 – Sandro Key-Åberg
- 1963 – utdelades ej
- 1964 – Urban Torhamn
- 1965 – utdelades ej
- 1966 – utdelades ej
- 1967 – Åsa Wohlin[2]
- 1968 – Elisabet Hermodsson
- 1969 – utdelades ej
- 1970 – Lars Fredin
- 1971 – Tobias Berggren
- 1972 – utdelades ej
- 1973 – Lasse Söderberg
- 1974 – Margareta Renberg
- 1975 – Willy Granqvist
- 1976 – Bruno K. Öijer
- 1977 – Jacques Werup
- 1978 – Siv Arb
- 1979 – Jesper Svenbro
- 1980 – Ernst Brunner
- 1981 – Anna Rydstedt
- 1982 – Erik Beckman
- 1983 – Björner Torsson
- 1984 – Eva Runefelt
- 1985 – Stig Larsson
- 1986 – Ulf Eriksson
- 1987 – Birgitta Lillpers
- 1988 – Thomas Tidholm
- 1989 – Arne Johnsson
- 1990 – Ingrid Arvidsson
- 1991 – Ann Jäderlund
- 1992 – Bodil Malmsten
- 1993 – Marie Lundquist
- 1994 – Inga-Lina Lindqvist
- 1995 – Per Lindberg
- 1996 – Marie Silkeberg
- 1997 – Lars Mikael Raattamaa
- 1998 – Eva Ribich
- 1999 – Mats Söderlund
- 2000 – Carl-Erik af Geijerstam
- 2001 – Åsa Maria Kraft
- 2002 – Nils-Åke Hasselmark
- 2003 – Catharina Gripenberg
- 2004 – utdelades troligen ej
- 2005 – Eva B. Magnusson